# Olasz folyamigéb
Az olasz folyamigéb (Padogobius nigricans) (olaszul: Ghiozzo di ruscello), a csontos halak (Osteichthyes) főosztályának a sugarasúszójú halak (Actinopterygii) osztályába, ezen belül a sügéralakúak (Perciformes) rendjébe, a gébfélék (Gobiidae) családjába és a Gobiinae alcsaládjába tartozó faj.

## Előfordulása
Az olasz folyamigéb Toszkána, Umbria és Lazio régióinak tiszta vizű álló- és folyóvizeiben él. Olaszország endemikus hala.

## Megjelenése
A hím hal testhossza legfeljebb 12,5 centiméter, míg a nőstény csak 7 centiméter. 40 – 45 pikkelye van a hosszanti sorban. Tarkója és a hát eleje, az első hátúszó tövéig, pikkelyek nélküli. Hasúszói tapadókoronggá alakultak, rövidek, a végbélnyílástól messzire végződnek. A nászruhás hím nagyon sötét, első hátúszója hátulsó szegélyén folt van.

## Életmódja
Fenékhal, amely a homokos vagy köves aljzatú sekély parti részeket kedveli. Tápláléka apró talajállatokból áll.
Halászatilag nincs értéke.

## Szaporodása
Élőhelye szerint változóan április és július között ívik. Egyévesen válik ívaréretté. A nőstény egy szaporodási időszak alatt, többször is rakhat ikrákat. A hím készíti a fészket és kikelésig őrzi és gondozza az ikrákat. Amíg a hím őrzi a fészkét, hangokat képes kiadni, és nagyon területvédő magatartást mutat.

## Veszélyeztetettsége
Ezt a rövid életű halfajt, élőhelyeinek elvesztése és a vizek szennyezése veszélyezteti. Ezeken kívül, az olasz folyamigébet, a közeli rokona, a Padogobius bonelli is veszélyezteti. Közép-Olaszország folyóiban, Ombrone, Amaseno és Mignone folyókban, ahová betelepítették a Padogobius bonellit, ott az olasz folyamigéb állománya lecsökkent.

## Rokon faj
Az olasz folyamigéb legközelebbi rokona, és a Padogobius halnem másik faja, a Padogobius bonelli.

### Internetes leírások az olasz folyamigébről
- A faj szerepel a Természetvédelmi Világszövetség Vörös Listáján. IUCN. (Hozzáférés: 2011. december 12.)
- A faj adatlapja a FishBase oldalán. FishBase. (Hozzáférés: 2011. december 12.)
- Arno Goby Padogobius nigricans (Canestrini, 1867). BioLib.cz. (Hozzáférés: 2011. december 12.)
- A taxon adatlapja az ITIS adatbázisában. Integrated Taxonomic Information System. (Hozzáférés: 2011. december 12.)